# Ванкомицин
Ванкомицин — антибиотик из группы трициклических гликопептидов, выделенный из Амиколатопсис восточный (Amycolatopsis orientalis).

## Фармакологическое действие
Ванкомицин обладает бактерицидным действием. Он связывает C-концевые мотивы D-Ala-D-Ala полипептидов, являющихся промежуточными продуктами биосинтеза клеточной стенки, препятствуя таким образом образованию связей между полипептидными и полисахаридными цепями. Кроме того, ванкомицин может изменять проницаемость клеточной мембраны бактерий и влиять на синтез РНК.
In vitro ванкомицин активен в отношении грамположительных микроорганизмов, включая Staphylococcus aureus и Staphylococcus epidermidis (включая гетерогенные метициллин-устойчивые штаммы), Streptococcus pyogenes, Streptococcus pneumoniae (включая пенициллин-устойчивые штаммы), Streptococcus agalactiae, Streptococcus viridans, Streptococcus bovis и Enterococcus spp. (Enterococcus faecalis); Clostridium difficile (в том числе штаммы, вызывающие псевдомембранозный энтероколит), Corynebacterium diphtheriae. К другим микроорганизмам, которые чувствительны к ванкомицину in vitro относятся Listeria monocytogenes, роды бактерий Lactobacillus, Actinomyces, Clostridium spp. и Bacillus spp.
In vitro некоторые изолированные штаммы энтерококков и стафилококков проявляют устойчивость к ванкомицину. Комбинация ванкомицина и аминогликозидов обладает синергизмом in vitro в отношении многих штаммов Staphylococcus aureus, Streptococcus viridans, Enterococcus spp., Streptococcus spp. (за исключением принадлежащих серогруппе D). Перекрёстная устойчивость между ванкомицином и антибиотиками других классов отсутствует.
Ванкомицин неактивен в отношении грамотрицательных микроорганизмов, микобактерий и грибов.

## Фармакокинетика
Распределение
При многократном в/в введении (проводилась инфузия в течение 60 мин) ванкомицина в дозе 1 г (15 мг/кг) средняя концентрация в плазме составляла около 63 мг/л непосредственно после завершения инфузий; через 2 ч после инфузий средняя концентрация в плазме составляла около 23 мг/л, а через 11 ч — около 8 мг/л. При проведении многократных инфузий (в течение 30 мин) препарата в дозе 500 мг средняя концентрация в плазме составляла около 49 мг/л после завершения инфузий; через 2 ч после инфузий средняя концентрация в плазме составляла около 19 мг/л, а через 6 ч — около 10 мг/л. Концентрации в плазме при многократном введении аналогичны концентрациям в плазме при однократном введении.
Vd колеблется от 0.3 до 0.43 л/кг. При концентрации ванкомицина в сыворотке от 10 мг/л до 100 мг/л степень связывания с белками плазмы крови составляет 55 %.
После в/в введения ванкомицина гидрохлорид обнаруживается в плевральной, перикардиальной, асцитической, синовиальной жидкостях и в ткани ушка предсердия, а также в моче и в перитониальной жидкости в концентрациях, ингибирующих рост микроорганизмов. Ванкомицин медленно проникает через ГЭБ, при менингите отмечается более быстрое проникновение препарата в спинномозговую жидкость. Ванкомицин проникает через плацентарный барьер и выделяется с грудным молоком.
Метаболизм и выведение
Ванкомицин практически не метаболизируется. Средний T1/2 составляет 4-6 ч. Около 75 % дозы выводится с мочой путём клубочковой фильтрации в первые 24 ч. Средний плазменный клиренс составляет около 0.058 л/кг/ч, а средний почечный клиренс — около 0.048 л/кг/ч. Почечный клиренс ванкомицина является достаточно постоянным и обеспечивает его выведение на 70-80 %.
Фармакокинетика в особых клинических случаях
При нарушениях функции почек выведение ванкомицина замедляется.
Общий системный и почечный клиренс ванкомицина может быть снижен у лиц пожилого возраста из-за замедления клубочковой фильтрации.

## Показания
- эндокардит; препарат эффективен как при монотерапии, так и в комбинации с аминогликозидами для лечения эндокардита, вызываемого Streptococcus viridans или Streptococcus bovis. При эндокардите, вызванным энтерококками (например, Е.faecalis), ванкомицин эффективен только в сочетании с аминогликозидами. Имеются сведения о том, что ванкомицин эффективен при лечении эндокардита, вызванного Corynebacterium diphtheriae. Ванкомицин успешно применяется в сочетании с рифампицином, аминогликозидами или с обоими антибиотиками при раннем эндокардите, обусловленном Streptococcus epidermidis или Corynebacterium diphtheriae, после протезирования клапана. В отдельных случаях ванкомицин показан для профилактики эндокардита;
- сепсис;
- инфекции костей и суставов;
- инфекции нижних отделов дыхательных путей;
- инфекции кожи и мягких тканей.

Ванкомицин может также применяться при инфекциях, вызванных грамположительными микроорганизмами при повышенной чувствительности к пенициллинам; непереносимости или неэффективности другой антибактериальной терапии (включая пенициллины или цефалоспорины); инфекциях, вызванных микроорганизмами, чувствительными к ванкомицину, но устойчивыми к другим антимикробным препаратам.
Ванкомицин в виде раствора для приёма внутрь применяется для лечения псевдомембранозного колита.

## Режим дозирования
При применении препарата Ванкомицин рекомендуемая концентрация раствора должна составлять не более 5 мг/мл, а скорость введения — не более 10 мг/мин. У пациентов, которым показано ограничение потребления жидкости, можно применять раствор с концентрацией до 10 мг/мл при скорости введения, не превышающей 10 мг/мин. При применении таких концентраций возрастает вероятность развития побочных явлений, связанных с инфузией.
Для взрослых суточная доза препарата составляет 2 г в/в (по 500 мг каждые 6 ч или по 1 г каждые 12 ч). Каждую дозу следует вводить со скоростью не более 10 мг/мин и в течение не менее 60 мин. Возраст и наличие ожирения у пациента могут потребовать изменения рекомендуемой дозы на основании определения концентрации ванкомицина в сыворотке.
Для детей дозу устанавливают из расчёта 10 мг/кг и вводят в/в каждые 6 ч. Каждую дозу следует вводить в течение не менее 60 минут.
Для новорождённых начальную дозу определяют из расчёта 15 мг/кг, а затем 10 мг/кг каждые 12 ч в течение первой недели их жизни, начиная со второй недели жизни — каждые 8 ч до достижения возраста одного месяца. Каждую дозу следует вводить в течение не менее 60 минут. У недоношенных детей в результате сниженной функции почек может потребоваться значительное снижение дозы препарата.
Пациентам с нарушениями функции почек необходимо индивидуально подбирать дозу в зависимости от уровня креатинина сыворотки или клиренса креатинина (см. таблицу). У лиц пожилого возраста ванкомицин имеет более низкий клиренс и больший объём распределения. У этой группы подбор дозы целесообразно проводить на основании регулярно контролируемой концентрации ванкомицина в сыворотке крови. При нарушении функции почек у лиц пожилого возраста может потребоваться значительное снижение дозы препарата.
Таблица. Дозы ванкомицина в зависимости от клиренса креатинина.
```
Клиренс креатинина (мл/мин)	Доза ванкомицина (мг/24 ч)
100                            1545
90                             1390
80                             1235
70                             1080
60                             925
50                             770
40                             620
30                             465
20                             310
10                             155
```

Эту таблицу нельзя применять для определения дозы препарата при анурии. Таким больным следует назначать начальную дозу 15 мг/кг массы тела для быстрого создания терапевтических концентраций препарата в сыворотке. Доза, необходимая для поддержания стабильной концентрации препарата, составляет 1,9 мг/кг/24 ч. Больным с выраженной почечной недостаточностью целесообразно вводить поддерживающие дозы 250—1000 мг один раз в несколько дней (при КК 10-50 мл/мин — 1 г каждые 3-7 дней, менее 10 мл/мин — 1 г каждые 7-14 дней). При анурии рекомендуется доза составляет 1 г каждые 7-10 дней.
При псевдомембранозном колите, вызванном Clostridium difficile вследствие применения антибиотиков, а также для лечения стафилококкового энтероколита препарат назначают внутрь (в/в введение ванкомицина не имеет преимуществ для лечения данных заболеваний). Взрослым разовая доза составляет 0,5 — 2 г; детям дозу устанавливают из расчёта 0,04 г/кг массы тела. Кратность приёма 3-4 раза/сут. Разовую дозу разводят в 30 мл воды и принимают внутрь или вводят через зонд. Для улучшения вкуса раствора к нему можно добавлять обычные пищевые сиропы. Продолжительность лечения — 7 — 10 дней. Ванкомицин при приёме внутрь не эффективен при других инфекциях.

## Правила приготовления раствора для в/в введения
Раствор готовят непосредственно перед введением препарата.
Для этого во флакон с сухим, стерильным порошком добавляют необходимый объём воды для инъекций, чтобы получить раствор с концентрацией 50 мг/мл. Полученный раствор подлежит дальнейшему разведению до концентрации не более 5 мг/мл. Необходимую дозу разведённого таким образом ванкомицина следует вводить путём дробных в/в инфузий в течение не менее 60 мин. В качестве растворителей можно использовать 5 % раствор декстрозы для инъекций или 0,9 % раствор натрия хлорида для инъекций. Перед инъекцией приготовленный раствор для парентерального введения следует проверять визуально, если это возможно, на наличие механических примесей и изменение цвета.

## Побочное действие
Со стороны сердечно-сосудистой системы: остановка сердца, приливы, снижение АД, шок (эти симптомы в основном связаны с быстрой инфузией препарата).
Со стороны пищеварительной системы: тошнота, псевдомембранозный колит.
Со стороны системы кроветворения: агранулоцитоз, эозинофилия, нейтропения, тромбоцитопения.
Со стороны мочевыделительной системы: интерстициальный нефрит, изменения лабораторных показателей функции почек, нарушение функции почек.
Дерматологические реакции: эксфолиативный дерматит, доброкачественный пузырчатый дерматоз, зудящий дерматоз, сыпь.
Аллергические реакции: синдром Стивенса-Джонсона, токсический эпидермальный некролиз, крапивница, васкулит.
Со стороны ЦНС: вертиго, звон в ушах, ототоксические эффекты (преходящие или постоянные). Большинство случаев ототоксических реакций отмечалось у больных, которые получали избыточные дозы ванкомицина, с тугоухостью в анамнезе или при одновременной терапии другими препаратами с возможным развитием ототоксичности, например, аминогликозидами.
Прочие: озноб, лекарственная лихорадка, анафилактоидные реакции. Во время или вскоре после слишком быстрой инфузии ванкомицина у больных могут развиться анафилактоидные реакции. Быстрое введение препарата также может вызвать синдром «красного человека», покраснение верхней части тела или боль и спазм мышц груди и спины. После прекращения инфузии указанные реакции обычно проходят в течение 20 мин, но иногда могут продолжаться до нескольких часов.
Местные реакции: некроз тканей, боль, тромбофлебиты.

## Противопоказания
- неврит слухового нерва;
- почечная недостаточность;
- беременность (I триместр);
- лактация;
- повышенная чувствительность к препарату.

С осторожностью назначают препарат при нарушении слуха (в том числе в анамнезе).
Беременность и лактация
Препарат противопоказан к применению в I триместре беременности. Назначение во II и III триместрах возможно только по жизненным показаниям.

## Особые указания
Быстрое введение (например, в течение нескольких минут) ванкомицина может сопровождаться выраженным снижением АД и в редких случаях остановкой сердца. Ванкомицин следует вводить в виде разведённого раствора в течение не менее 60 минут, чтобы избежать побочных реакций, связанных с инфузией.
Ванкомицин следует назначать с осторожностью пациентам с аллергией на тейкопланин, так как были зарегистрированы случаи перекрёстной аллергии.
С осторожностью применяют ванкомицин у пациентов с почечной недостаточностью и у лиц пожилого возраста (старше 60 лет). У этой категории пациентов следует определять концентрации ванкомицина в сыворотке крови, поскольку высокие, сохраняющиеся длительное время, концентрации препарата в крови могут увеличивать опасность проявления токсического действия препарата. Максимальные концентрации не должны превышать 40 мкг/мл, а минимальные — 10 мкг/мл, концентрации свыше 80 мкг/мл считаются токсичными.
Диффузия раствора препарата через сосудистую стенку при проведении инфузии может вызвать некроз прилегающих тканей. Могут наблюдаться тромбофлебиты, хотя вероятность их развития может быть уменьшена за счёт медленного введения разбавленных растворов (2,5-5 г/л) и чередования мест введения препарата.
Контроль лабораторных показателей
При проведении курса в/в инфузий препарата следует регулярно контролировать картину периферической крови и показатели функции почек.
Использование в педиатрии
При назначении препарата новорождённым желателен контроль за концентрацией в сыворотке крови.

## Передозировка
Симптомы: усиление выраженности побочных явлений.
Лечение: корригирующая терапия, направленная на поддержание клубочковой фильтрации. Ванкомицин плохо удаляется при проведении диализа. Имеются сведения о том, что гемофильтрация и гемоперфузия через полисульфоновую ионообменную смолу приводит к увеличению клиренса ванкомицина.

## Лекарственное взаимодействие
При одновременном внутривенном введении ванкомицина и анестетиков отмечались эритема и анафилактоидные реакции, возможен риск снижения АД или развития нервномышечной блокады. Введение ванкомицина в виде 60-минутной инфузии перед введением анестетика может снизить вероятность возникновения этих реакций.
При одновременном и/или последовательном системном или местном применении других потенциально ототоксичных и/или нефротоксичных препаратов (аминогликозиды, амфотерицин В, ацетилсалициловая кислота или другие салицилаты, бацитрацин, капреомицин, кармустин, паромомицин, циклоспорин, петлевые диуретики, полимиксин В, цисплатин, этакриновая кислота) требуется проведение тщательного контроля за возможным развитием данных симптомов.
Колестирамин снижает активность ванкомицина.
Антигистаминные средства, меклозин, фенотиазины, тиоксантены могут маскировать симптомы ототоксического действия ванкомицина (шум в ушах, вертиго).

## Фармацевтическая несовместимость
Раствор ванкомицина имеет низкий рН, что может вызвать физическую или химическую нестабильность при смешивании с другими растворами. Следует избегать смешивания со щелочными растворами.
Растворы ванкомицина и бета-лактамных антибиотиков являются физически несовместимыми при смешивании. Вероятность преципитации возрастает с увеличением концентрации ванкомицина. Необходимо адекватно промыть внутривенную систему между применениями данных антибиотиков. Кроме того, рекомендуется снизить концентрацию ванкомицина до 5 мг/мл и менее.

## Условия и сроки хранения
Список Б. Препарат следует хранить в сухом, защищённом от света, недоступном для детей месте при температуре не выше 8 °C. Срок годности — 2 года.